# Parole parole/Adagio
Parole parole/Adagio è il 110° singolo di Mina, pubblicato ad aprile del 1972 su vinile a 45 giri dall'etichetta privata dell'artista PDU e distribuito dalla EMI Italiana.

## Descrizione
Anticipa l'album Cinquemilaquarantatre e, come il singolo precedente, contiene sul lato principale un brano di grandissimo successo: Parole parole famoso per il duetto Mina - Alberto Lupo; sul retro il meno noto Adagio, con testo di Paolo Limiti.
Nelle due canzoni gli arrangiatori Gianni Ferrio e Augusto Martelli dirigono le rispettive orchestre.

## Successo e classifiche
Parole parole compare in classifica il 20 maggio, quando Grande, grande, grande della stessa Mina detiene ancora la prima posizione, ma sta per iniziare la sua discesa. Successivamente i due brani cercheranno di contendersi un posto sul podio, ma la posizione di testa diventerà appannaggio di Lucio Battisti con la sua I giardini di marzo.
| Classifica 1972 | Posizione | Settimane |
| --------------- | --------- | --------- |
| 20 maggio       | 8         | 1         |
| 27 maggio       | 2         | 1         |
| 3 giugno        | 3         | 1         |
| 10 - 17 giugno  | 2         | 2         |
| 24 giugno       | 3         | 1         |
| 1 luglio        | 4         | 1         |
| 8 luglio        | 5         | 1         |

Chiuderà il 1972 al 15º posto nelle vendite dei singoli, con Grande, grande, grande campione assoluto di incassi.

## Parole parole
Brano immancabile in qualsiasi compilation riguardante Mina; per citare le principali: Del mio meglio n. 2 (1973), Minantologia (1997), e The Platinum Collection (2004).

## Adagio
Già pubblicato sull'album ...quando tu mi spiavi in cima a un batticuore... del 1970, troverà posto nell'antologia della EMI Scritte per Mina. Firmato Paolo Limiti (2013).
Sempre nel 1970, Mina lo incide anche in spagnolo, col titolo Despacio. Questa versione, mai pubblicata su CD, è inclusa nella raccolta Amor mio (Odeon J 062-93.778), distribuita solo sui mercati discografici di lingua latina.

## Tracce
Lato A
1. Parole parole (feat. Alberto Lupo) – 3:55 (testo: Leo Chiosso, Giancarlo Del Re – musica: Gianni Ferrio; edizioni musicali Curci/Music Union)

Lato B
1. Adagio – 3:30 (testo: Paolo Limiti, Giovanni Bonoldi – musica: Vittorio Buffoli, Mario Nobile; edizioni musicali PDU/Music Union)